# خالکوبی پزشکی

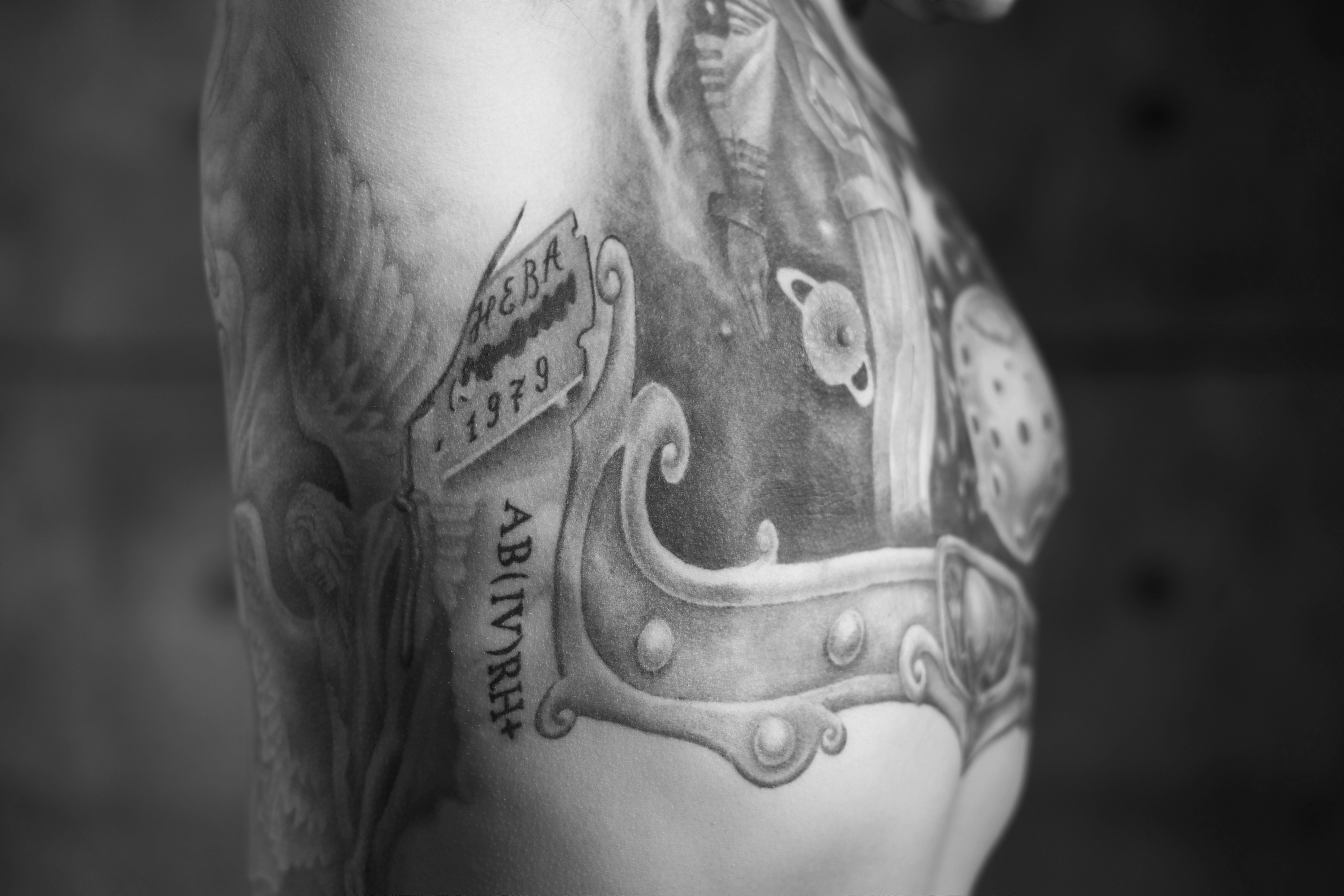
خالکوبی گروه خونی روی قفسه سینه

خالکوبی پزشکی گونه‌ای از خالکوبی است که با هدف درمان برخی عارضه‌ها، مشخص کردن اطلاعات حیاتی یا نشان‌گذاری برخی از نقاط بدن انجام می‌شود.
گونه‌ای از عمل خالکوبی چشم توسط جالینوس انجام می‌شد. او تلاش داشت با داغ کردن سطح چشم و سپس ریختن پودر دار مازو و آهن یا پوست ساییده شده انار و کات کبود در آن، زخم قرنیه را درمان کند. این عمل در دهه اول سده ۱۸ میلادی بار دیگر مورد استفاده قرار گرفت. خالکوبی قرنیه چشم همچنین در دهه ۱۸۷۰ میلادی توسط لوییس فون وکر انجام شد.
طی جنگ سرد تهدید حمله اتمی، دولت آمریکا را واداشت تا در بعضی ایالت‌ها خالکوبی نوع گروه خونی بر بدن را مطرح کند. این طرح در ایالت‌های شیکاگو، یوتا و ایندیانا در نظر گرفته شد.
همانند پلاک‌های جنگی، اطلاعات حیاتی بعضی سربازان آمریکایی روی قفسه سینه زیر بغل آنان خالکوبی شده‌بود.
خالکوبی بر بدن افراد مبتلا به دیابت نیز انجام می‌شود زیرا این افراد ممکن است دچار کمای دیابت شوند و دیگر قادر به دادن اطلاعات لازم راجع به بیماری خود نباشند.
در پرتودرمانی برای مشخص کردن نواحی که باید تحت پرتودهی قرار گیرند، ممکن است از خالکوبی استفاده شود.
از خالکوبی همچنین برای  پنهان کردن آثار زخم یا بازسازی ظاهری هاله پستان زنانی که در عمل ماستکتومی سینه خود را از دست داده‌اند، استفاده می‌شود.